# Franciscaines missionnaires du Sacré Cœur
Les franciscaines missionnaires du Sacré Cœur sont une congrégation religieuse féminine enseignante et hospitalière de droit pontifical.

## Histoire
En 1859, Laure Leroux (1832-1917), veuve du duc de Bauffremont part en Italie avec l'intention d'utiliser son patrimoine pour des œuvres charitables et entre en contact avec le franciscain Grégoire Fioravanti, ministre provincial des frères mineurs de Vénétie qui lui suggère de fonder un institut à vocation missionnaire. Le 14 novembre 1860, Giuseppe Luigi Trevisanato, archevêque d'Udine approuve la fondation de la congrégation. Laure Leroux entame la construction d'un somptueux couvent de style gothique à Gemona del Friuli. Le 21 avril 1861, les sœurs célèbrent solennellement la reconnaissance canonique de la nouvelle famille religieuse,.
L'institut est approuvé civilement par le royaume de Lombardie-Vénétie le 28 novembre 1861 et agrégé à l'ordre des frères mineurs en 1892 ; il reçoit son décret de louange le 12 juin 1894 et ses constitutions sont définitivement approuvées par le Saint-Siège le 14 août 1905,.

## Fusion
1968 : Sœurs Mariennes de Rome.

## Activité et diffusion
Elles se consacrent à l'enseignement et aux soins des personnes âgées.
Elles sont présentes en:  
- Europe : Albanie, Bulgarie, Chypre, France, Italie, Lituanie, Luxembourg, Suisse, République tchèque.
- Amérique : Bolivie, Chili, Équateur, États-Unis, Pérou.
- Asie : Inde, Liban, Philippines.
- Afrique : Cameroun, République du Congo, République démocratique du Congo.

La maison générale est à Rome. 
En 2017, la congrégation comptait 659 religieuses dans 97 maisons.